# Louis Jean François Lagrenée
Louis-Jean-François Lagrenée (París, 21 de enero de 1725 - 19 de junio de 1805), conocido como François Lagrenée, fue un pintor francés discípulo de Charles van Loo.
En 1755 fue elegido miembro de Real Academia de Pintura y Escultura presentando con tal motivo su cuadro El rapto de Deyanira (Louvre).
En 1804 Napoleón le concedió la Legión de Honor y en 1805, murió en el Louvre.

## Galería

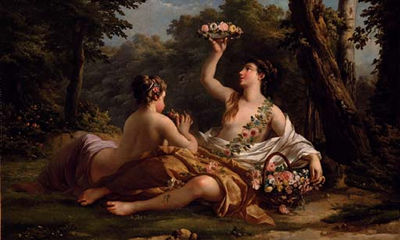
La corona de flores.
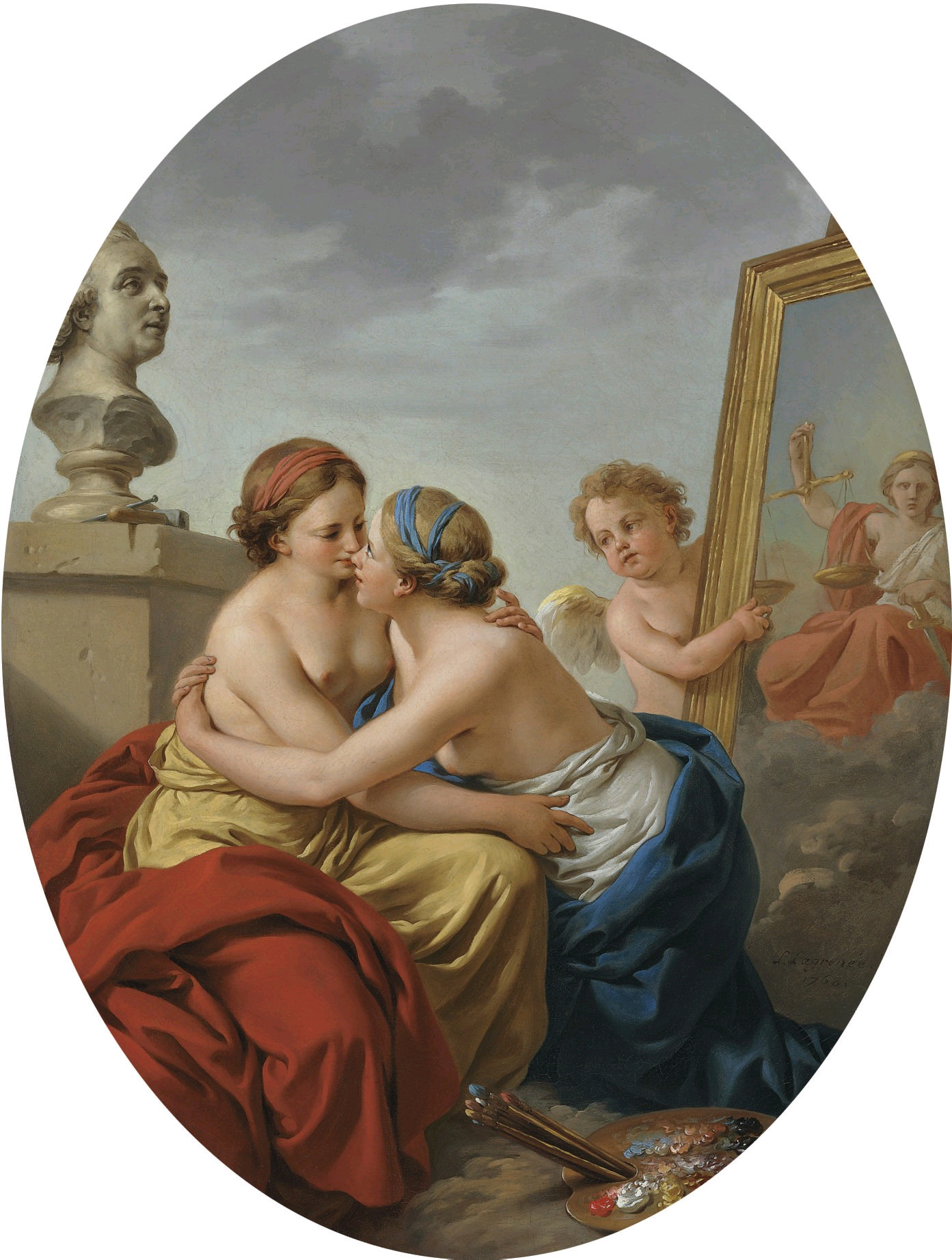
La unión de la Pintura y la Escultura.
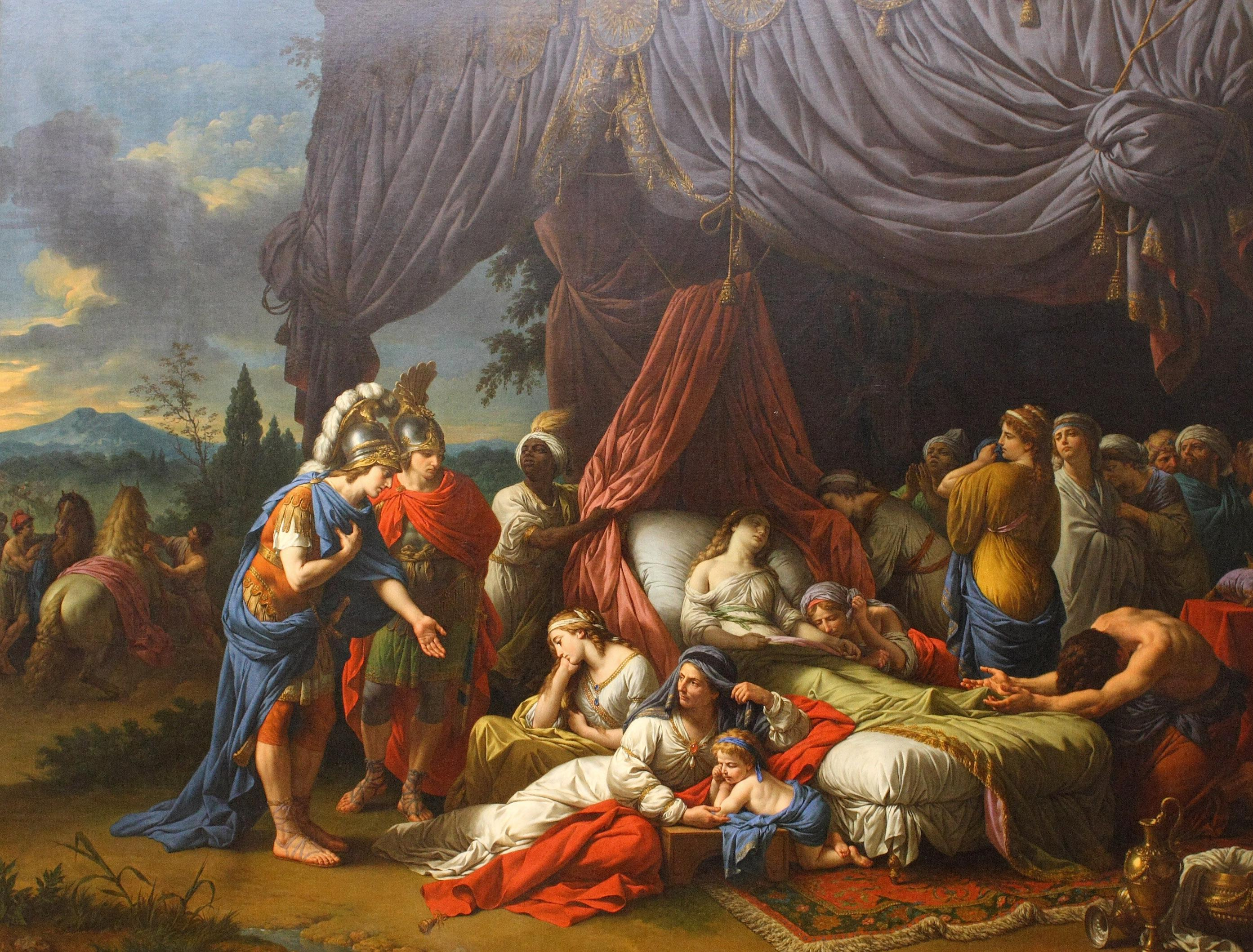
La muerte de la esposa de Darío.
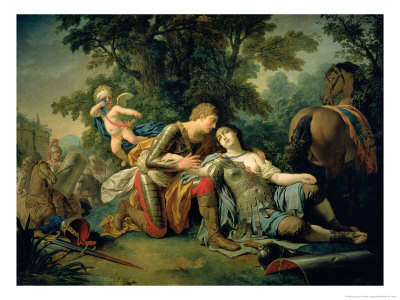
Tancredo y Clorinda (1761).
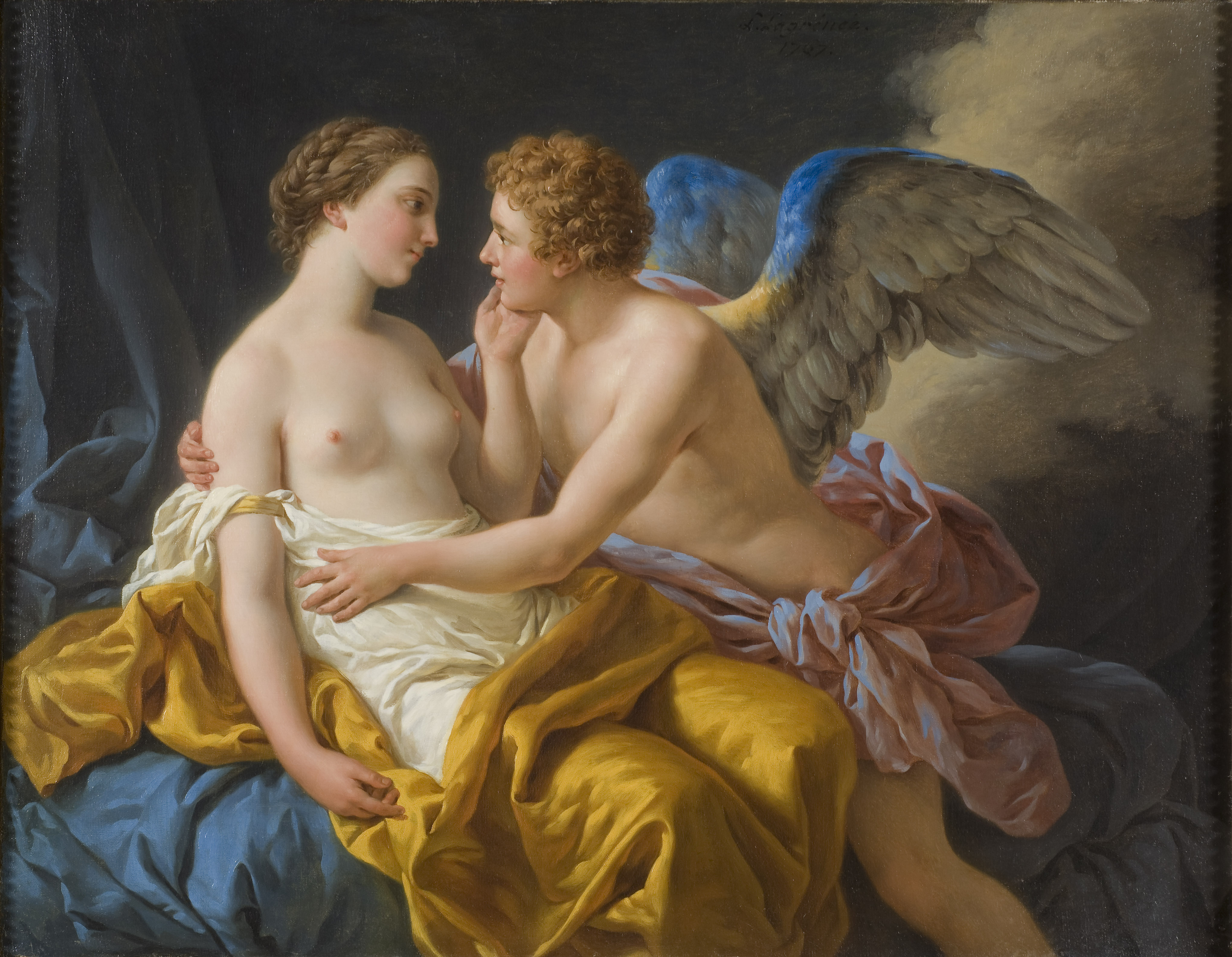
Amor y Psique.
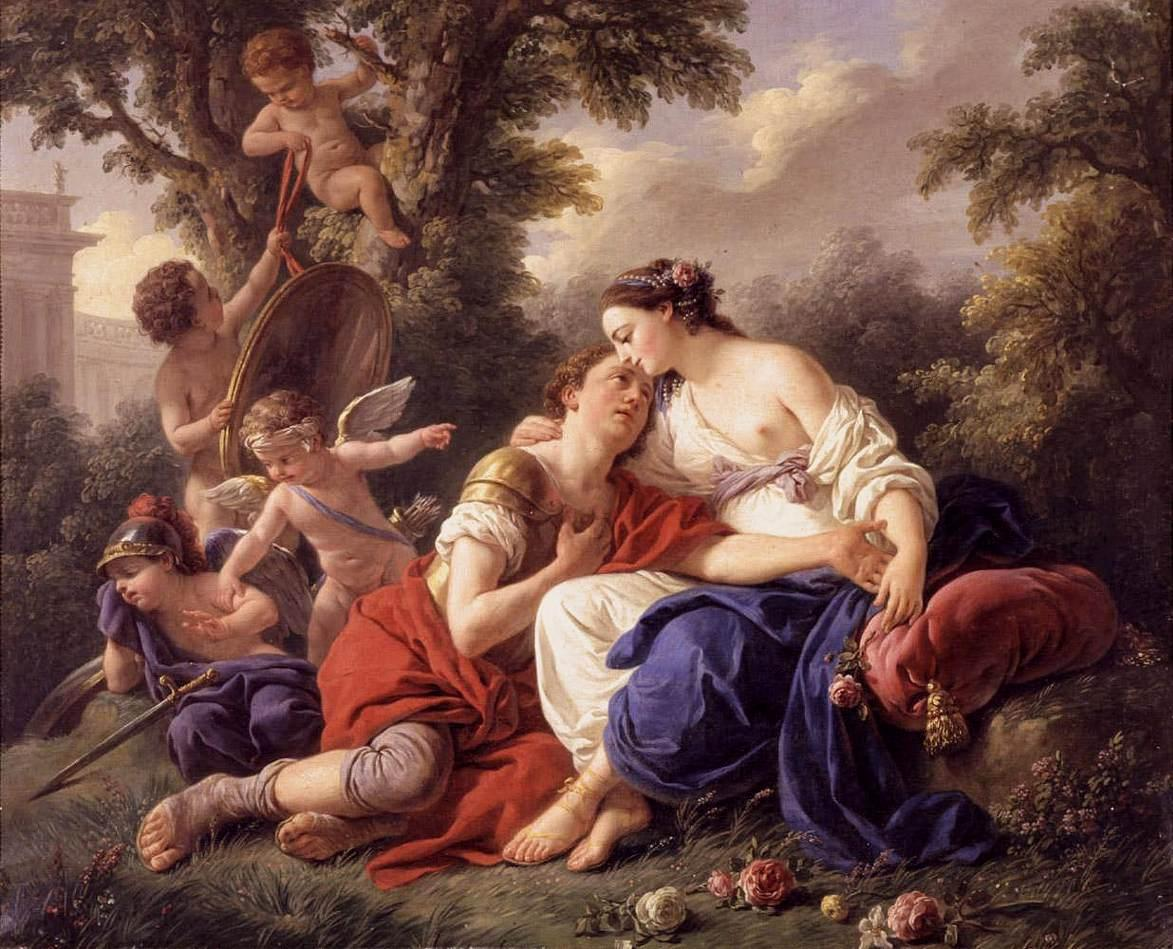
Rinaldo y Armida.
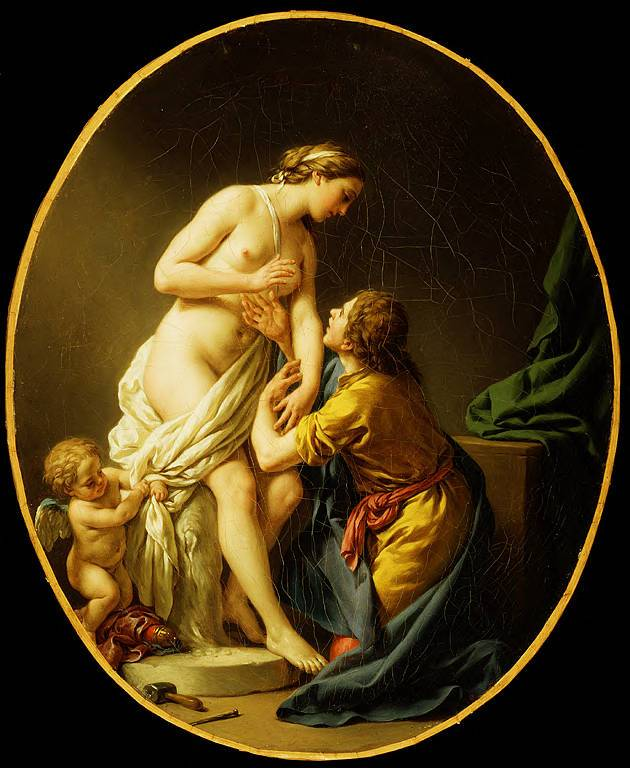
Pigmalión y Galatea, 1781, Detroit Institute of Arts.